# Битва на Ранскур Ав Колосе
«Битва на Ранскур Ав Колосе» (англ. The Battle of Ranskoor Av Kolos) — десятая и заключительная серия одиннадцатого сезона британского телесериала «Доктор Кто», премьера которой состоялась 9 декабря 2018 года на канале BBC One. Сценарий серии написал ведущий сценарист телесериала Крис Чибнелл, режиссёром выступил Джейми Чайлдс.
В этом эпизоде Тринадцатый Доктор (Джоди Уиттакер) и её спутники прибывают на планету Ранксур-Ав-Колос, откликнувшись на девять сигналов бедствий с этой планеты, и неожиданно оказываются втянуты в новое сражение с одним из старых врагов Доктора.
В эпизоде также появились Филлис Логан, Марк Эдди и другие. В вечер премьеры эпизод просмотрели 5,32 млн зрителей.

## Сюжет
Доктор направляет ТАРДИС на планету Ранскур Ав Колос, с которой поступает очень много сигналов бедствий. Исследуя планету, команда находит много разбитых космических кораблей и их обломков, а также психическое поле, изменяющее осознание реальности. Они встречают потерявшего память капитана корабля по имени Гретин Палтраки и помогают тому восстановить память, желая узнать что-либо о случившемся на этой планете с его кораблём и исчезнувшей командой. И тут же капитан Палтраки получает неожиданную видеопередачу от старого знакомого Доктора — Цзим-Ша, которого она считала уже побеждённым врагом…
Из краткого разговора с Цзим-Ша становится известно, что он взял в заложники членов команды Палтраки и требует от капитана вернуть похищенный им кристалл. Доктор и её спутники решают отправиться искать Цзим-Ша, но Грэм также сообщает Доктору, что намерен убить Цзим-Ша, виновного в гибели его жены, хотя и признаёт, что если ему это удастся, то он вряд ли сможет и дальше путешествовать с Доктором.
Как только группа входит в корабль Цзим-Ша, Грэм и Райан ищут похищенную команду, пока Ясмин помогает Палтраки вспомнить свою миссию. Доктор встречает Цзим-Ша, узнав, что он оказался на Ранскур Ав Колосе после их предыдущей встречи на Земле, завоевав лояльность религиозно настроенной расы уксов, каждый представитель которой всегда имеет компаньона и которые способны психически манипулировать реальностью. Следующие три тысячелетия после своего прибытия на планету Цзим-Ша провёл, комбинируя мощь уксов с технологией Стензы, чтобы создать себе систему жизнеобеспечения и оружие, которое сжимает планеты, заключая их в кристаллы-камни, подобные тому кристаллу, что был на корабле Палтраки. Ясмин и Палтраки находят четыре планеты в кристаллах, и последний вспоминает наконец свою миссию по спасению планет, которые Цзим-Ша взял с собой вместе с флотом, который опустошила Стенза. Затем Цзим-Ша намеревался сделать то же самое с Землей из мести, игнорируя предупреждение Доктора о том, что его действия угрожают ткани реальности.
Цзим-Ша уверен, что никто, в том числе и Доктор, не в силах остановить его. Доктор встречается с Ясмин Хан и благополучно прерывает процесс сжатия Земли в кристалл, который только что собирались выполнить уксы, исполнявшие приказы Цзим-Ша. Доктору удаётся переубедить усов, что они ошибались, принимая преступника Цзим-Ша из народа Стенза за Создателя мира. Вместе с уксами теперь Доктор и её спутники спешно перемещают на свои места и восстанавливают украденные планеты. Тем временем Грэм и Райан освобождают команду Палтраки вместе с экипажами других кораблей. Об этом узнаёт и сам Цзим-Ша, когда входит в свою комнату трофеев, обнаруживая Грэма, ожидающего, чтобы застрелить его. Но Грэму удаётся сдержаться, прежде чем появление Райана провоцирует его выстрелить Цзим-Ша в ногу, чтобы спасти внука. Они заключают раненого Цзим-Ша в стазис-камеру, в которой закрывают его на множество лет, перед уходом предложив тому задуматься о своих действиях, включая смерть Грейс. Корабль Цзим-Ша запечатывают, и уксы уходят вместе с Палтраки, чтобы помочь вернуть уцелевших членов экипажей в их собственные миры.

### Связь с другими сериями
Тринадцатый Доктор уже сталкивалась с преступником Цзим-Ша и прежде, в открывающем эпизоде сезона «Женщина, которая упала на Землю», победив его и до этого.
Также в прошлом Доктор уже использовал ТАРДИС, чтобы переместить несколько похищенных планет в своё пространство и время, что случилось в эпизоде с Десятым Доктором «Конец путешествия» (2008), то есть за 10 лет до выхода серии.

## Показ

### Рейтинги
В вечер премьеры «Битву на Ранскур Ав Колосе» просмотрело 5,32 миллионов зрителей, что составило приблизительно 26,4 % всех зрителей Соединённого Королевства того вечера и что ставит эпизод на четвёртое место среди всех показов того же вечера и на двадцать первое — среди вечерних показов недели по всем британским каналам.

### Критика
Эпизод вызвал неоднозначные отзывы. Он имеет рейтинг одобрения 73 %, основанный на 22 отзывах, и средний балл 6,3/10 на Rotten Tomatoes. Вывод веб-сайта гласит: «После сезона головокружительных приключений „Битва на Ранскур Ав Колосе“ кажется слишком знакомой, чтобы по-настоящему удовлетворить как финал „Доктора Кто“, но она достаточно хороша, чтобы вселить надежду на то, что будущие сезоны пребывания Джоди Уиттакер на этой роли могут принести больше удовольствия».
Среди ресурсов, предоставивших объёмный обзор на эпизод, также выступил украинский сайт Vertigo.com.ua, у рецензента которого эпизод вызвал «преимущественно разочарование».